# Sognefjord

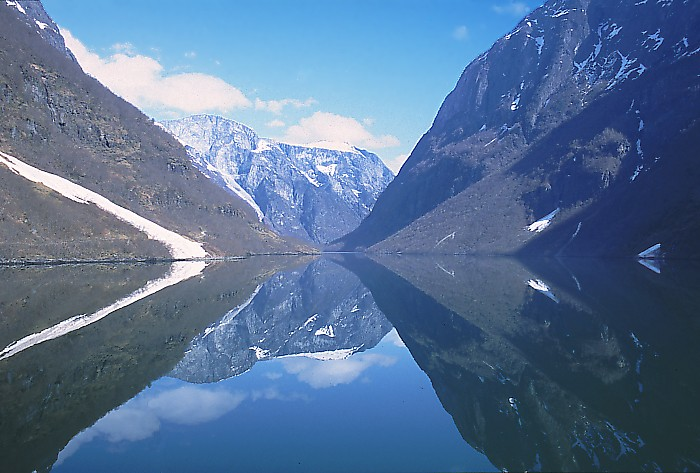
Un bras du Sognefjord.

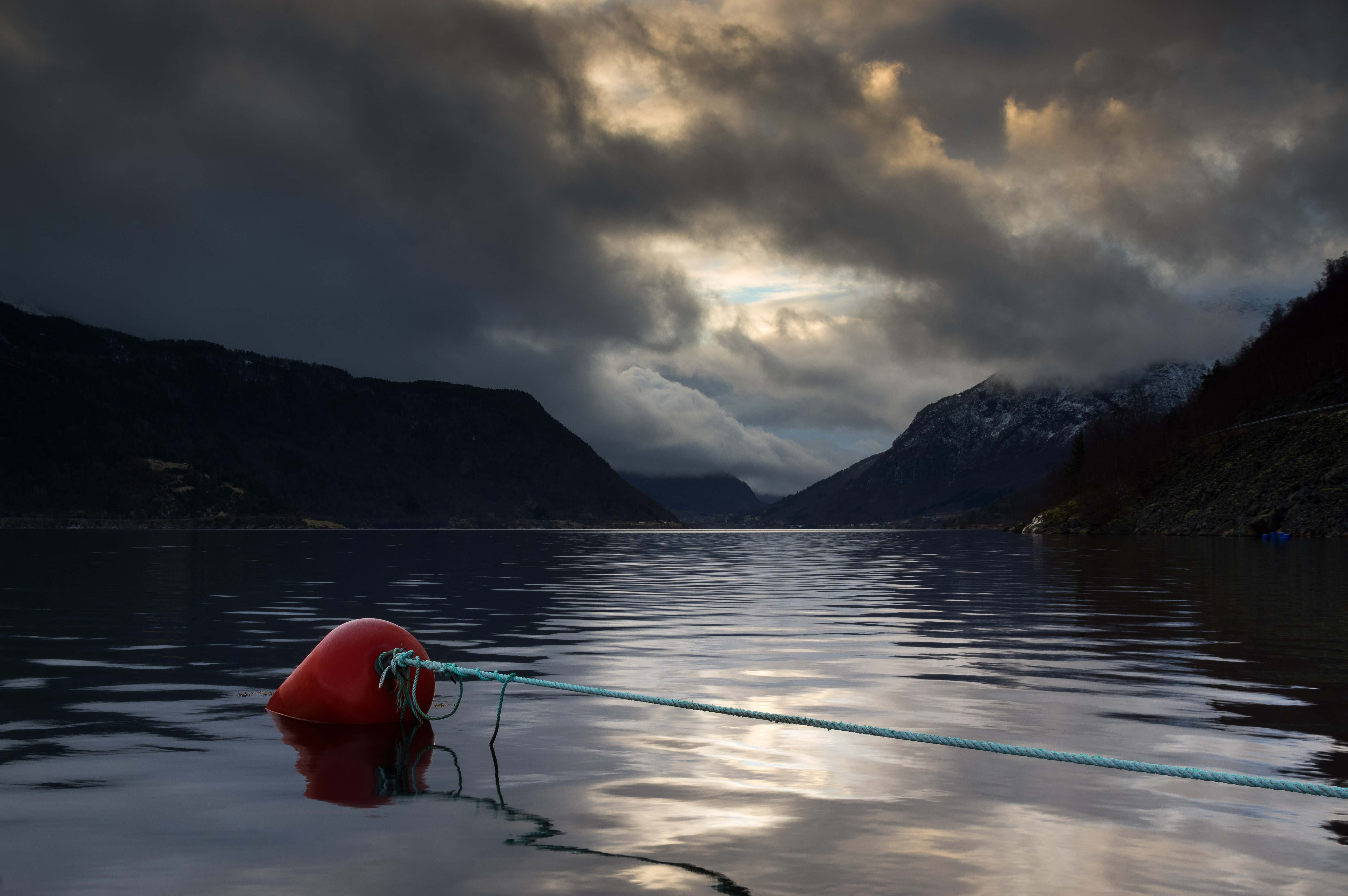
Une vue du Sognefjord.

Le Sognefjord (Sognefjorden en norvégien) est un fjord situé au nord de Bergen, en Norvège.

## Description
Le Sognefjord est le fjord le plus long d'Europe et le deuxième du monde après le détroit Scoresby au Groenland ; il s'agit également du fjord le plus large de Norvège. Son entrée principale ouvre sur la mer du Nord, ce qui fait du fjord une dépendance de cette mer, mais quelques détroits secondaires relient le Sognesjǿen, la partie maritime du fjord, à la mer de Norvège. Il est situé dans le comté de Sogn og Fjordane dans l'Ouest de la Norvège et s'enfonce dans les terres sur 204 kilomètres, jusqu'à la ville de Skjolden. 
Sa profondeur atteint 1 308 mètres au-dessous du niveau de la mer. Les profondeurs maximales sont atteintes un peu à l'intérieur des terres : près de son embouchure, le fond du fjord monte de façon abrupte jusqu'à un plateau situé à 100 m au-dessous du niveau de la mer. La largeur moyenne du Sognefjord est d'environ 4,5 km. Des falaises le surplombent jusqu'à des hauteurs supérieures à 1 000 m.
Parmi les villes situées sur le fjord et ses bras, on peut citer Balestrand, Gudvangen et Flåm. La beauté du fjord en fait une destination touristique très prisée. De nombreuses croisières sont possibles sur le Sognefjord, été comme hiver. Une ligne touristique de chemin de fer, la Flåmsbana, joint la ville de Flåm, sur l'Aurlandsfjord (un rameau du Sognefjord), à Myrdal, sur le plateau norvégien.
Un pont d'Archimède est en projet afin de faciliter le franchissement du fjord.

## Bras
Le Sognefjord possède de nombreux bras. D'ouest en est : 
- Innløp :
  - Sognesjøen
- Sognefjorden : 
  - Bøfjord
  - Risnefjord
  - Ikjefjord
  - Vadheimsfjord
  - Fuglesetfjord
  - Høyangsfjord
  - Lånefjord
  - Finnafjord
  - Arnafjord
  - Esefjord
  - Fjærlandsfjord :
    - Vetlefjord

  - Sogndalsfjord :
    - Eidsfjord

  - Aurlandsfjord :
    - Nærøyfjord

  - Amlabukt
- Lærdalsfjord
- Årdalsfjord
- Lusterfjord :
  - Gaupnefjord